# 木下慎之輔
木下 慎之輔（きのした しんのすけ、2004年5月9日 - ）は、大阪府交野市出身のプロサッカー選手。関東サッカーリーグ1部・南葛SC所属。ポジションはフォワード。

## 来歴
セレッソ大阪の下部組織出身で、小学4年時にC大阪エリートクラスに入団。2022年5月27日にトップチームに2種登録された。また、8月にはブラジル1部のレッドブル・ブラガンチーノの練習に1カ月間参加した。その後、11月16日にトップ昇格が発表された。　高円宮杯JFAU-18サッカープレミアリーグ2022WESTでは、得点王となった。
プレミアリーグ2022WESTの最終戦で前十字靭帯断裂の大ケガを負い、2023年はリハビリから始まった。8月に右大腿二頭筋腱損傷のため手術を受けた。
2024年4月、ガイナーレ鳥取へ期限付き移籍。
2025年、南葛SCへ期限付き移籍。

## 所属クラブ
- 2011年 - 2013年 FCティアモ交野
- 2014年 - 2016年 セレッソ大阪エリートクラス大阪西コース
- 2017年 - 2019年 セレッソ大阪西U-15（交野市立第一中学校）
- 2020年 - 2022年 セレッソ大阪U-18（興國高等学校）
  - 2022年5月 - 同年11月 セレッソ大阪（2種登録選手）
- 2023年 -  セレッソ大阪
  - 2024年4月 - 同年12月  ガイナーレ鳥取（期限付き移籍）
  - 2025年 -  南葛SC（期限付き移籍）

## 個人成績
| 国内大会個人成績 | 国内大会個人成績 | 国内大会個人成績 | 国内大会個人成績 | 国内大会個人成績 | 国内大会個人成績 | 国内大会個人成績 | 国内大会個人成績 | 国内大会個人成績 | 国内大会個人成績 | 国内大会個人成績 | 国内大会個人成績 |
| 年度             | クラブ           | 背番号           | リーグ           | リーグ戦         | リーグ戦         | リーグ杯         | リーグ杯         | オープン杯       | オープン杯       | 期間通算         | 期間通算         |
| 年度             | クラブ           | 背番号           | リーグ           | 出場             | 得点             | 出場             | 得点             | 出場             | 得点             | 出場             | 得点             |
| 日本             | 日本             | 日本             | 日本             | リーグ戦         | リーグ戦         | リーグ杯         | リーグ杯         | 天皇杯           | 天皇杯           | 期間通算         | 期間通算         |
| ---------------- | ---------------- | ---------------- | ---------------- | ---------------- | ---------------- | ---------------- | ---------------- | ---------------- | ---------------- | ---------------- | ---------------- |
| 2023             | C大阪            | 32               | J1               | 0                | 0                | 0                | 0                | 0                | 0                | 0                | 0                |
| 2024             | C大阪            | 32               | J1               | 0                | 0                | 0                | 0                | -                | -                | 0                | 0                |
| 2024             | 鳥取             | 23               | J3               | 2                | 0                | -                | -                | 0                | 0                | 2                | 0                |
| 2025             | 南葛             |                  | 関東1部          |                  |                  | -                | -                |                  |                  |                  |                  |
| 通算             | 日本             | 日本             | J1               | \|0              | 0                | 0                | 0                | 0                | 0                | 0                | 0                |
| 通算             | 日本             | 日本             | J3               | 2                | 0                | 0                | 0                | 0                | 0                | 2                | 0                |
| 総通算           | 総通算           | 総通算           | 総通算           | \|2              | 0                | 0                | 0                | 0                | 0                | 0                | 0                |

## 代表歴
- 2022年 U-18日本代表